# Dia de Hangul

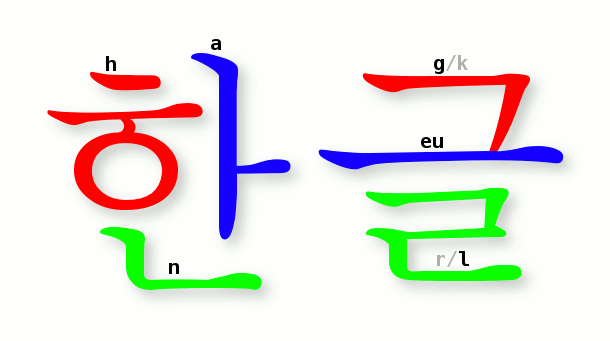
Caracteres Hangul

Texto usando caracteres Hangul misturados com caracteres chineses

Dia de Hangul — também chamado Dia da Proclamação de Hangul ou Dia do Alfabeto Coreano — é uma festividade nacional coreana que assinala a invenção e proclamação do Hangul, o alfabeto da língua coreana, pelo Rei Sejong, o Grande. Comemora-se no dia 15 de janeiro na Coreia do Norte e no 9 de Outubro na Coreia do Sul, tornando-se feriado nacional nesta última.

## História
Antes da criação do Hangul, as pessoas na Coreia (conhecida na época como Joseon) escreviam principalmente usando o chinês clássico, juntamente com sistemas de escrita fonética que antecederam o Hangul por centenas de anos, incluindo idu, hyangchal, gugyeol e gakpil. No entanto, devido às diferenças fundamentais entre as línguas coreana e chinesa, e ao grande número de caracteres a serem aprendidos, houve muita dificuldade em aprender a escrever usando caracteres chineses para as classes mais baixas, que muitas vezes não tinham o privilégio da educação. Para amenizar esse problema, o rei Sejong criou um alfabeto único conhecido como Hangul para promover a alfabetização entre a população em geral.
Os principais empregadores pressionaram o governo sul-coreano a aumentar o número anual de dias de trabalho do país. Em 1991, para equilibrar a adoção do Dia das Nações Unidas, o status do dia de Hangul foi desocupado. Por lei, permaneceu um dia nacional de comemoração, e a Sociedade Hangeul fez campanha pela restauração do feriado. Em 1º de novembro de 2012, a Sociedade ganhou essa campanha, quando a Assembleia Nacional votou 189 a 4 (além de 4 abstenções) a favor de uma resolução que pedia o retorno do dia de Hangeul como feriado nacional. Isso pressionou o governo de Lee Myung Bak, que aplicou a mudança em 2013.

## Celebração
Na comemoração do 563.º aniversário da invenção do alfabeto coreano, em 2009, uma estátua de bronze de vinte toneladas do rei Sejong foi revelada ao público na praça Gwanghwamun, em Seul.